# Асадчих, Борис Емельянович
Борис Емельянович Асадчих (1923—1992) — гвардии полковник Советской Армии, участник Великой Отечественной войны, Герой Советского Союза (1945).

## Биография
Борис Асадчих родился 10 марта 1923 года в городе Льгов Курской области в семье служащего. Получил среднее образование. В 1940 году Асадчих был призван на службу в Рабоче-крестьянскую Красную Армию. В 1942 году окончил военную авиационную школу пилотов в городе Энгельс. С июля 1942 года — на фронтах Великой Отечественной войны. К апрелю 1945 года гвардии капитан Асадчих был командиром эскадрильи 136-го гвардейского штурмового авиаполка (1-й гвардейской штурмовой авиадивизии, 1-й воздушной армии, 3-го Белорусского фронта). За годы войны Асадчих совершил 166 боевых вылетов, участвовал в штурмовке оборонительных сооружений, аэродромов, живой силы и техники немецких войск. Особо отличился во время штурма Кёнигсберга и во время Восточно-Прусской операции.
Указом Президиума Верховного Совета СССР от 29 июня 1945 года гвардии капитан Борис Асадчих был удостоен высокого звания Героя Советского Союза с вручением ордена Ленина и медали «Золотая Звезда».
После окончания войны Асадчих продолжил службу в Советской Армии. В 1952 году он окончил Военно-воздушную академию. В том же году вступил в ВКП(б). В 1961 году в звании полковника Асадчих был уволен в запас. Проживал в Москве, работал на машиностроительном заводе. Умер 21 апреля 1992 года. Похоронен на Троекуровском кладбище в Москве.

## Награды
Был также награждён орденом Ленина, двумя орденами Красного Знамени, орденом Александра Невского, двумя орденами Отечественной войны 1-й степени, орденом Красной Звезды, рядом медалей.